# Antoni Trallero i Alòs
Antoni Trallero i Alòs (Sabadell, 17 de gener de 1920 - 28 de gener del 2005) va ser un enginyer industrial català.
Fill de pares d’origen aragonès, estudià a diferents escoles de Sabadell. L’any 1938 el van mobilitzar i va combatre als fronts del Segre i de l’Ebre. Reincorporat als estudis, va acabar el batxillerat l’any 1941 i el 1949 es va llicenciar en Enginyeria Industrial a l'Escola d’Enginyers Industrials de Barcelona. Posteriorment es va doctorar en la mateixa especialitat.
A partir de 1949, i associat a l’oficina d'Antoni Forrellad i Solà, començà a desenvolupar la seva trajectòria professional. Va intervenir en la direcció de la primera portada d’aigües de Vallvidrera a Sabadell (1949-1952) i, com a assessor tècnic de la Companyia d’Aigües de Sabadell, projectà i dirigí la portada d’aigües de Cerdanyola i als nous barris de Sabadell.
Casat l’any 1952 amb Antònia Casañas Guri, va tenir cinc fills: Carme, Roser, Josep, Montserrat i Ramon.
Va projectar més de seixanta edificis industrials a Sabadell i alguns de fora de la ciutat, entre els quals destaquen el de la Unidad Hermética, ASEA-CES, Filana, Ondina, Roca-Radiadores, Acondicionamento y Docks, Italco, Jenny y Turull, Estruch, S.A., Arrahona S.A., FYTISA i la seu del Club Natació Sabadell.
Va participar en diverses activitats ciutadanes i fou membre de l'Acadèmia Catòlica, dels Amics dels Goigs, d'Òmnium Cultural de Sabadell, de la junta del Museu d’Història i de la Fundació Bosch i Cardellach des del 1944 –entitat en què, entre altres funcions, va ocupar el càrrec de vicedirector (1983-1987)–. També va ser conseller de la Caixa d’Estalvis de Sabadell (1976 i 1980). Va participar en l’organització d’exposicions i edicions de goigs de Sabadell i va publicar diversos articles a les revistes Arrahona i Cultura Cristiana.
Al llarg de la vida va aplegar col·leccions diverses i una biblioteca considerable. El seu arxiu professional es troba avui a l'Arxiu Històric de Sabadell. Una part de la biblioteca de temàtica religiosa és a la biblioteca de Montserrat i a l'Arxiu i Biblioteca Episcopal de Vic. De la resta de la seva biblioteca –uns 20.000 volums, principalment de temàtica social, geogràfica i històrica dels Països Catalans, unes 10.000 revistes de temàtica cultural i una col·lecció de 30.000 goigs– se’n va fer donació a la Fundació Bosch i Cardellach.